# Greenville County
Greenville County er et county i South Carolina i USA. Ifølge folketællingen i 2010, er indbyggertallet 451.225, som gør Greenville County til det mest folkerige i delstaten. Greenville Countys sæde er i Greenville.
Greenville County indgår i det statistiske storbyområde Greenville-Anderson-Mauldin, SC Metropolitan Statistical Area.

## Geografi
Ifølge United States Census Bureau er Greenville Countys samlede areal på 2.060 km², hvor af 2.030 km² er land og 25 km² (1,2 %) er vand.

## Demografi
Ifølge folketællingen i 2010 er der 451.225 indbyggere, 198.546 husstande og 201.997 familier i Greenville County. Befolkningstætheden er 186 personer pr. km².
Etnisk sammensætning:
- 77,53 % hvide,
- 18,30 % afroamerikanere,
- 0,19 % indianere,
- 1,38 % asiater,
- 0,05 % fra stillehavsøerne,
- 1,42 % fra andre etniske grupper,
- 1,14 % med to eller flere etniciteter